# Перемога (Тарутинский район)

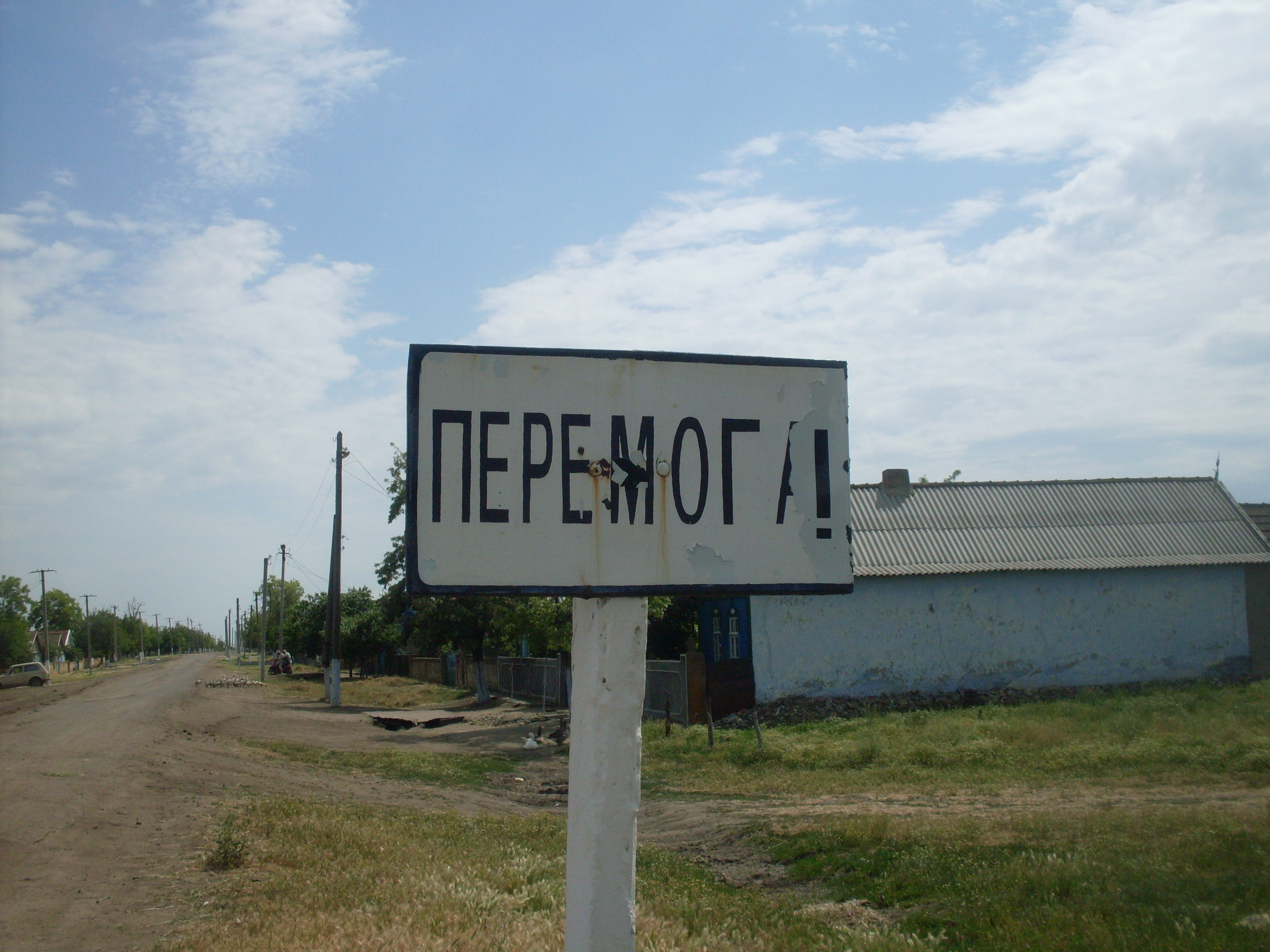
Перемога

Перемога (укр. Перемога) — село в Тарутинском районе Одесской области.
Храм села отмечается на православный праздник Троица.

## Месторасположение
Село Перемога расположено в 25 км от районного центра пгт. Тарутино и 18 км от железной дороги, ст. Березино, в 220 км от г. Одессы.
Сельскому совету подчинены села Елизаветовка и Роза.

## Национальный состав
Согласно переписи населения Румынии 1930 года, число жителей с. Апродул Пуриче (рум. Aprodul-Purice) — 438. Распределение по принципу родного языка: болгарский — 417 (95,21 %), румынский — 10 (2,28 %), русский — 7 (1,60 %), немецкий — 4 (0,91 %).
По данным переписи населения Украины 2001 года, национальный состав с. Перемога по принципу родного языка: болгарский (84,27 %), украинский (5,47 %), русский (4,27 %), гагаузский (3,25 %) и румынский (2,22 %).

## История
Жизнь населения Бессарабии после І мировой войны была тяжелой. Семьи были большими, рабочих рук много, но основная масса жителей была безземельной и малоземельной. Неоднократно жители Бессарабии обращались в министерство сельского хозяйства Румынии о решении земельного вопроса. 

Весной 1919 года румынские оккупационные власти отобрали у местных помещиков-колонистов часть земли, которая была роздана безземельным выходцам из села Виноградовка (Чумлекиой) по 6 га, а именно: пахоты 3 га, виноградника 0,50 га, приусадебных участков 0,50 га, 2 га пастбища. Селу дали официальное название Апродул Пуриче.

Первым поселенцем был Чиканчи Савелий Афанасиевич, за ним последовали ещё 15 семей, среди которых семьи: Желяскова Петра Зеновьевича, Груева Афанасия Николаевича и др. И назвали они своё село Новый Чумлекиой.
К 1920 г. приехало ещё 20-30 семей, а в 1922 г. их насчитывалось уже 70. Массовое переселение завершилось к 1934—1936 годам.
В 1945 г. Указом ПВС УССР село Люксембург переименовано в Перемогу.